# Liester
Liester oder die Liester ist ein westliches Stadtviertel von Stolberg (Rhld.) in der Städteregion Aachen, aber kein offizieller Stadtteil. Es liegt auf einem Höhenrücken zwischen Büsbach im Süden und Münsterbusch im Norden. Im Osten liegt Oberstolberg im Vichttal. Die Liester wurde 1935 zusammen mit der Gemeinde Büsbach nach Stolberg umgegliedert.
Liester ist heute ein reines Wohnviertel und ein wichtiger Standort von Versorgungseinrichtungen. Hier befinden sich die Städtische Gesamtschule, das Goethe-Gymnasium und der Gradopark.
Die katholische Pfarre hieß St. Hermann Josef.
Die nächste Anschlussstelle ist Aachen-Brand zur A 44. Die AVV-Buslinien 40, 42 und 62 der ASEAG verbinden Liester mit beinahe allen übrigen Stolberger Stadtteilen sowie mit Eilendorf und Aachen-Mitte.
| Linie | Verlauf |
| ----- | --- |
| 40    | Stolberg Mühlener Bf – Zinkhütter Hof – (Kohlbusch –) Münsterbusch – Liester – Stolberg Altstadt – Stolberg Krankenhaus |
| 42    | (Schevenhütte →) Gressenich Kapelle – Krewinkel – Mausbach – Fleuth – / (Zweifall – Münsterau –) Vicht – Breinigerberg – Breinig – Dorff – Büsbach – Liester – Münsterbusch – Zinkhütter Hof – Stolberg Mühlener Bf – (Velau – Stolberg Hbf) / (Birkengang – Stolberg Hans-Böckler-Straße) |
| 62    | Stolberg Krankenhaus – Stolberg Mühlener Bf – Zinkhütter Hof – (Kohlbusch –) Münsterbusch – Liester – Büsbach Kirche – Büsbach Brockenberg |

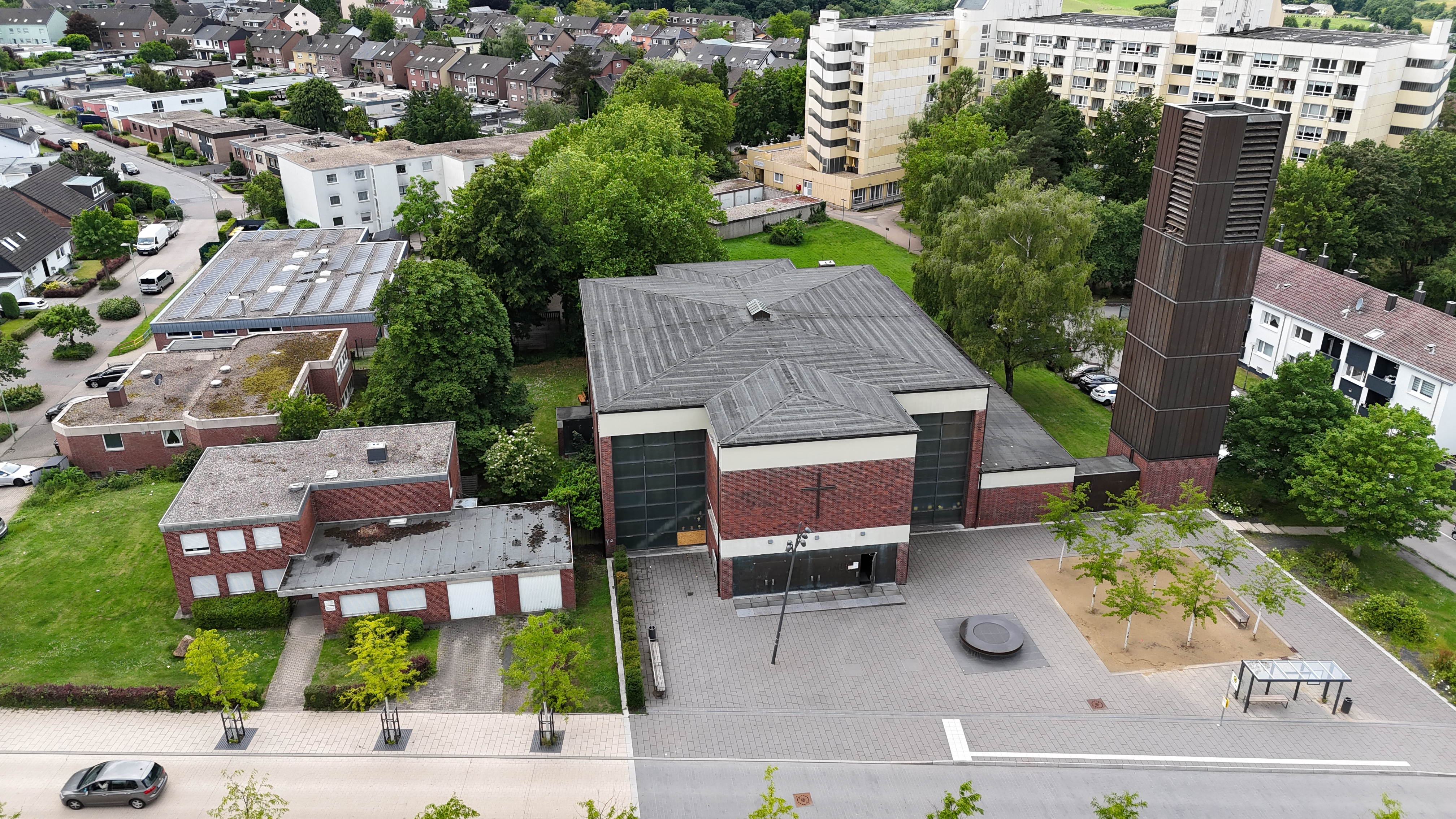
St. Hermann Josef
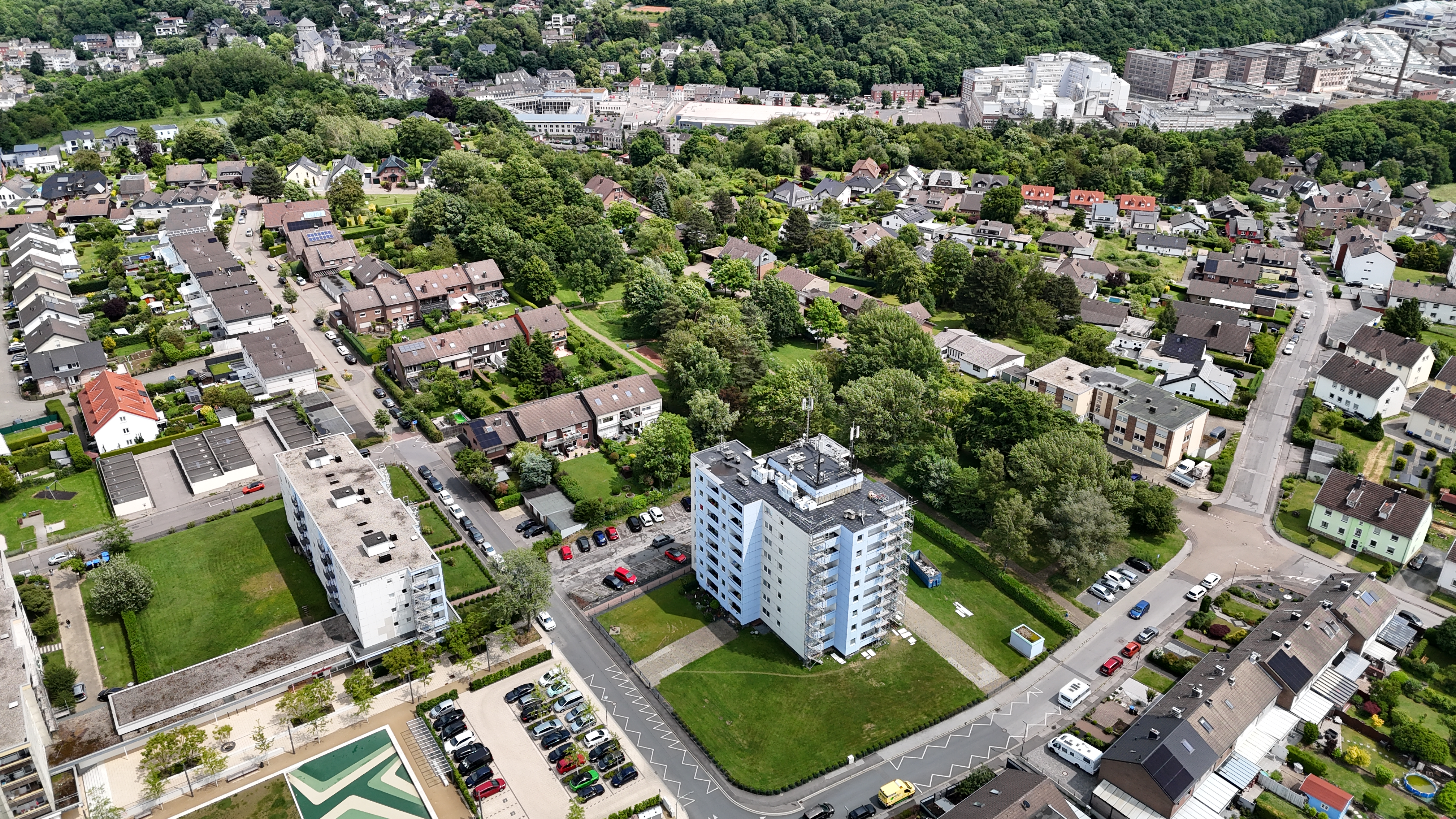
Luftaufnahme
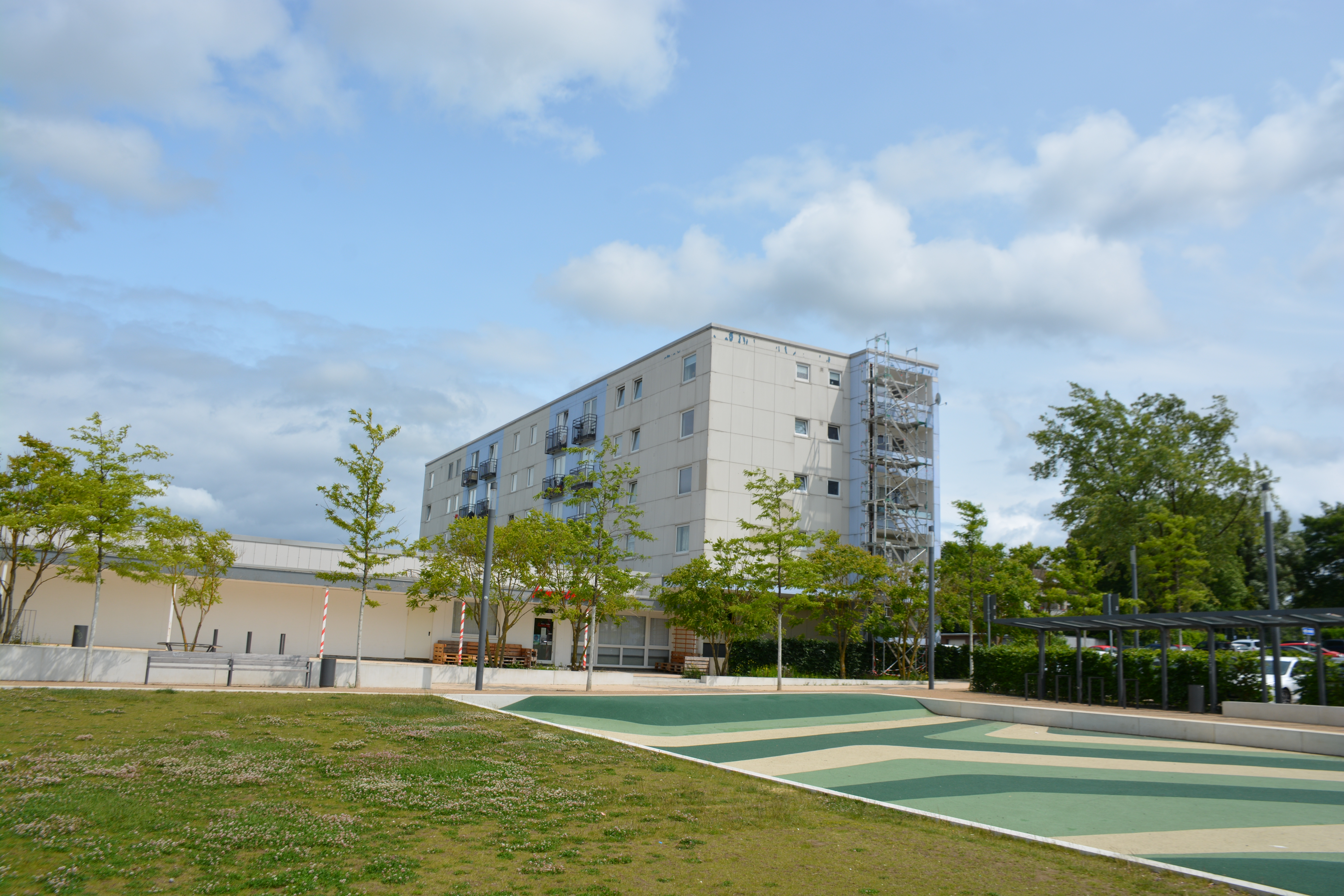
Geschwister-Scholl-Platz